# Georg Deuter
Deuter (właśc. Georg Deuter; ur. 1 lutego 1945 w Falkenhagen) – niemiecki instrumentalista i kompozytor, najczęściej wiązany ze stylami new age, ambient i muzyką etniczną.
Deuter jest samoukiem, urodzonym na niemieckiej prowincji, nauczył się grać na flecie i gitarze, uprawiając muzykę domową. Traumatyczne doświadczenia związane z bardzo ciężkim wypadkiem samochodowym skłoniły go do rozpoczęcia tworzenia muzyki. Powstaje ona niemal wyłącznie z wykorzystaniem fletu, akustycznej gitary oraz instrumentów elektronicznych, a sporadycznie także harfy i instrumentów perkusyjnych. Charakteryzuje się radosnym pięknem, zadumą i relaksującym nastrojem.
W swej muzyce Deuter łączy typowe cechy muzyki europejskiej z muzyką Wschodu i innych kultur, np. południowo-amerykańskich. Deuter wiele lat spędził w Indiach studiując tamtejszą muzykę i angażując się w orientalne ruchy religijne. W Indiach nagrał też kilka albumów. W połowie lat osiemdziesiątych przeniósł się do USA osiedlając się w Santa Fe w Nowym Meksyku.
Jego muzyka wykorzystywana jest w bardzo wielu medytacjach Osho.

## Dyskografia Deutera
- 1970 D
- 1972 Aum
- 1976 Celebration
- 1978 Haleakala
- 1979 Ecstasy
- 1980 Osho Nadabrahma Meditation
- 1981 Silence Is the Answer
- 1982 Cicada
- 1984 Nirvana Road
- 1987 San
- 1988 Land of Enchantment
- 1989 Basho's Pond: Devotion Flute Music From The World Of Osho
- 1992 Henon
- 1993 Call of the Unknown: Selected Pieces 1972-1986 [#2]
- 1995 Wind and Mountain
- 1995 Terra Magica – Planet of Light
- 1996 Osho Kundalini Meditation
- 1997 Osho Dynamic Meditation
- 1998 Nada Himalaya
- 1999 Reiki – Hands of Light
- 2000 Garden of the Gods
- 2000 Sun Spirit
- 2001 Buddha Nature
- 2002 Like the Wind in the Trees
- 2003 Sea & Silence
- 2003 Osho Mandala Meditation
- 2003 Osho Whirling Meditation
- 2003 Osho Gourishankar Meditation
- 2004 Earth Blue
- 2005 Tibet: Nada Himalaya, Vol. 2
- 2005 East of the Full Moon
- 2007 Koyasan
- 2008 Atmospheres
- 2008 Spiritual Healing
- 2009 Eternity